# Motyle (Baja Silesia)
Motyle es una localidad del distrito de Bolesławiec, en el voivodato de Baja Silesia (Polonia). Se encuentra en el suroeste del país, dentro del término municipal de Gromadka. En 2011, según el censo realizado por la Oficina Central de Estadística polaca, su población era de 60 habitantes. Motyle perteneció a Alemania hasta 1945.